# Hattarvík

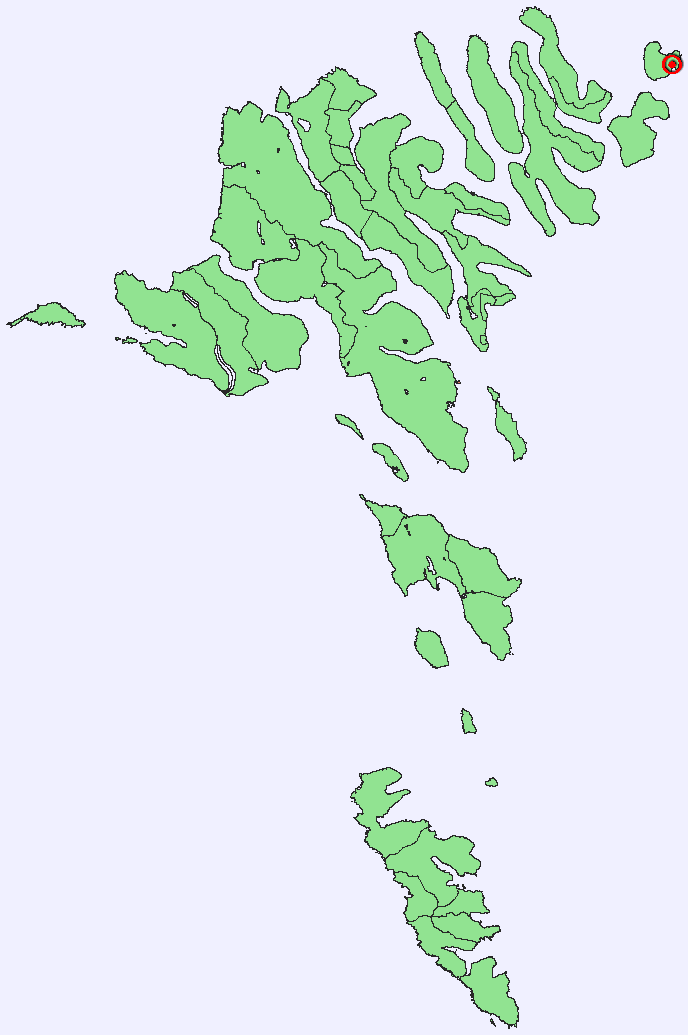
Position von Hattarvík im äußersten Nordosten auf der Färöerkarte

Hattarvík [ˈhatːaɹvʊik] (dänisch: Hattervig) ist der östlichste Ort der Färöer auf der Insel Fugloy, die zu den sechs Nordinseln gezählt wird.
Der Ort gehört zur  färöischen Gemeinde Fugloy (Fugloyar kommuna). Anfang 2016 lebten dreizehn Einwohner in Hattarvík. Die Postleitzahl lautet FO-767.

## Der Ort

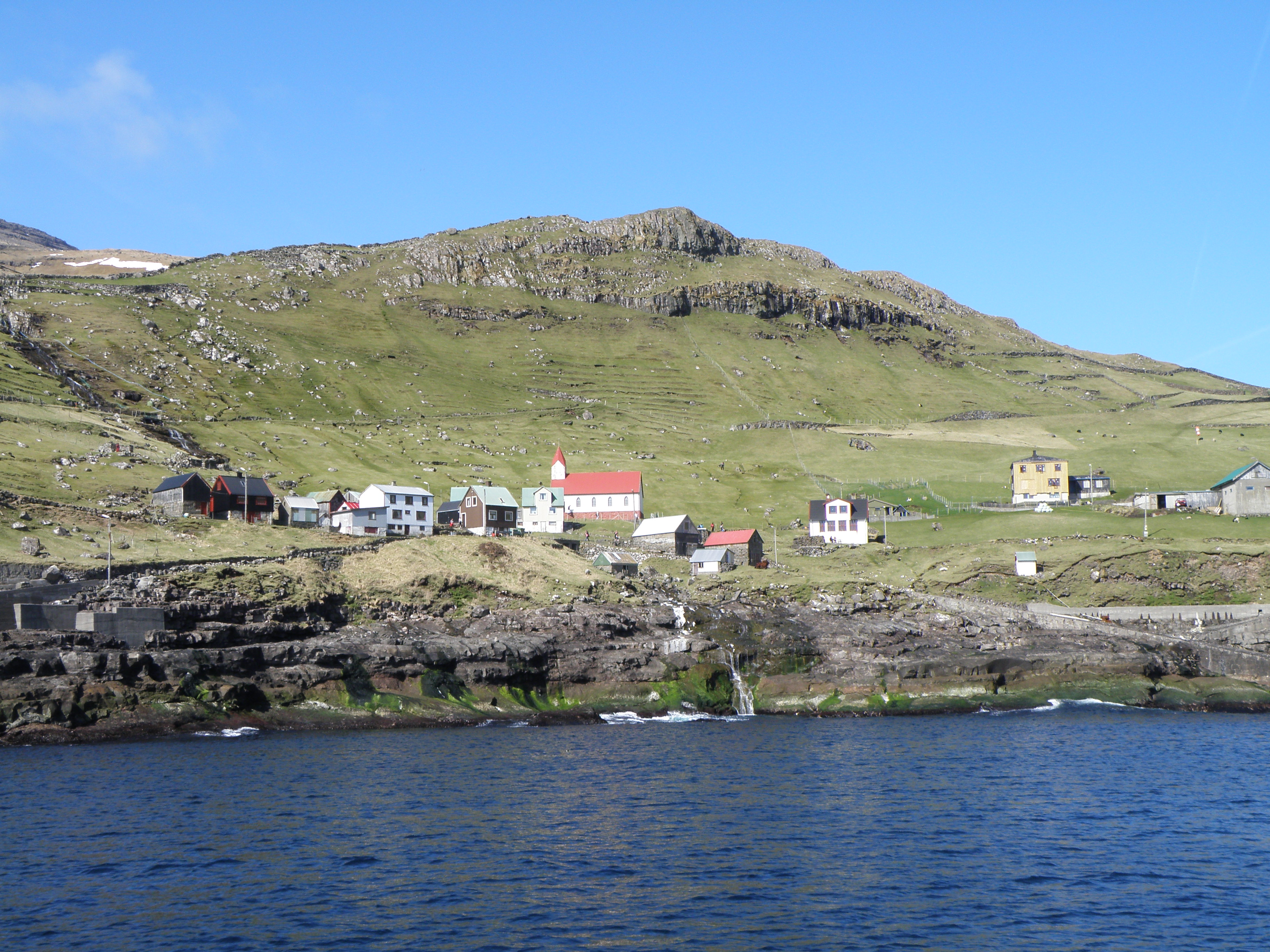
Hattarvik

Hattarvík liegt an der Südostküste der kleinen Insel Fugloy in einer Bucht. Der Ort und das an der Südwestküste gelegenen Dorf Kirkja sind die beiden einzigen Ortschaften auf der Insel.
Die Bucht von Hattarvík wird auf drei Seiten von Bergen umschlossen. Die Bucht selbst ist steinig und abschüssig und bildet deshalb keinen besonders günstigen Naturhafen.
Durch Hattarvík fließen die Kellingará und Húsá, die sich hier in die Bucht ergießen. Der Ort wird in zwei Ortsteile aufgeteilt, Niðri í Húsi und Uppi í Húsi.

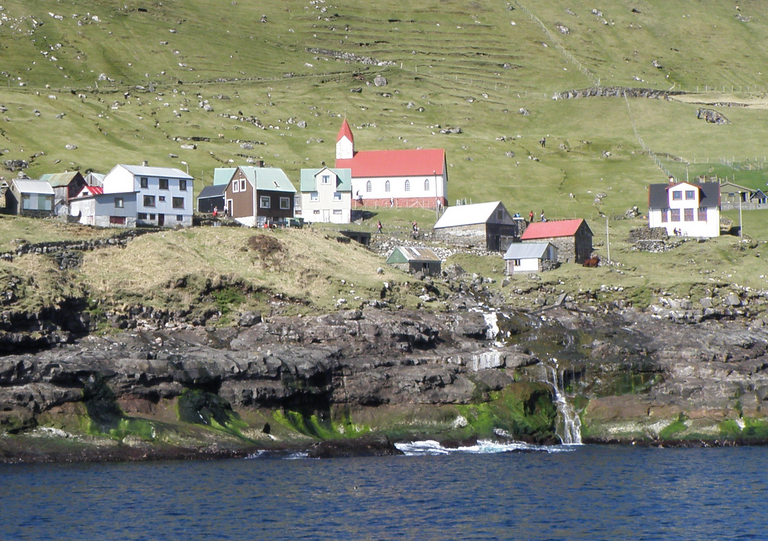
Der Ortskern mit Kirche. Im Vordergrund ergießt sich die Húsá in die Bucht.

Hattarvík wurde bereits um 900 zur Wikingerzeit auf den Färöern gegründet. In schriftlichen Quellen erscheint der Ort erstmals zwischen 1350 und 1400; im sogenannten Hundebrief. Der Ort wird auch im königlichen Güterverzeichnis (Jarðarbókin) von 1584 aufgeführt. Hier lebten der Überlieferung zufolge im 15. Jahrhundert die Männer Hálvdan Úlvsson, Høgni Nev und Rógvi Skel. Sie werden die Flokksmenn (Parteimänner) genannt und wollten die Macht über die Färöer an sich reißen. Sie wurden angeblich in der damals ungeweihten Kirche von Svínoy überwältigt und anschließend zum Tode verurteilt durch Herunterstürzen vom höchsten Valaknúkur. Die Valaknúkar befinden sich am östlichen Ufer des Skálafjørður zwischen Skálabotnur und Skipanes bzw. Søldarfjørður auf Eysturoy. Dort sollen sie unten am Fuße des höchsten Berges auch begraben sein, an einem Ort mit Namen „við ytra Tingstein“.
Die heutige Dorfkirche stammt aus dem Jahr 1899. Die erste Kirche wurde zwar schon 1833 eingeweiht, war aber bereits 50 Jahre später in einem baulich so schlechten Zustand, dass sie 1898 für baufällig erklärt werden musste. Seit mindestens 1932 gibt es in Hattarvík auch eine Annahme- und Ausgabestelle für Post.
Die ständigen Bewohner, die heute noch im Ort leben, sind alles ältere Herren über 60. Die kleine Ortschaft ist daher konkret von einer Entvölkerung bedroht.

## Reise- und Wanderbedingungen

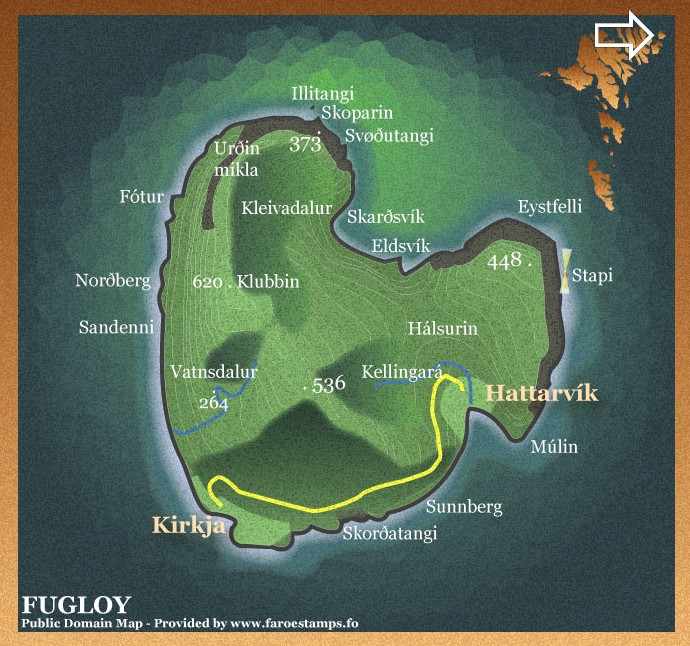
Karte von Fugloy

Ein- bis zweimal am Tag verkehrt hier bei Bedarf und wenn das Wetter es erlaubt die Fähre Ritan nach Hvannasund auf der Insel Viðoy. Der Hubschrauber von Atlantic Airways fliegt den Ort dreimal wöchentlich an und verbindet ihn so mit Klaksvík und Tórshavn. Hattarvík ist durch eine kleine Straße mit dem zweiten Ort der Insel, Kirkja im Süden, verbunden.
Parallel dazu verläuft ein Wanderweg an der Südostküste. Nördlich davon befindet sich der Berg Klubbin (620 m), der trotz mangelndem Pfad relativ leicht zu besteigen ist. Von dort gibt es eine gute Aussicht auf Viðoy mit seinem mächtigen Kap Enniberg. Nordöstlich des Ortes liegt die freistehenden Klippe Stapin mit dem 448 Meter hohen Gipfel Eystfelli. Die Klippe ist zugleich der östlichste Punkt der Färöer.
Reguläre Übernachtungsmöglichkeiten gibt es in Hattarvík nicht, nur ein Ferienhaus im Nachbarort Kirkja. Wer einen Aufenthalt plant, der über den Tagesausflug hinausgeht, sollte sich vor seiner Abfahrt bei der Kunningarstova der Nordinseln in Klaksvík erkundigen.

## Bekannte Personen
- Árni Dahl und Marianna Debes Dahl, ein färöisches Schriftsteller- und Verlegerehepaar, das in Hattarvík ein Haus gebaut hatte. Die beiden verbrachten dort viele Jahre, um an ihren Büchern zu arbeiten.[14]